# I cento sensi segreti
I cento sensi segreti è un romanzo di Amy Tan del 1995. La storia si concentra sulla relazione tra la cinese statunitense Olivia, colei che funge anche da narratrice in prima persona, e la sorellastra Kwan, giunta in America dalla Cina a 18 anni. Olivia ha un rapporto ambiguo con Kwan, da piccola la detesta ma allo stesso tempo ne rimane affascinata, perché la sorellastra cinese dice di vedere gli spiriti yin, racconta a Olivia storie di una vita precedente. Olivia non le crede, ma quando sono adulte si lascia convincere a fare un viaggio in Cina, nel villaggio di Changmian del quale Kwan è originaria, e le sue convinzioni di razionale occidentale sono totalmente messe alla prova.
Nel 1996, il romanzo è stato inserito tra i candidati all'Orange Prize for Fiction.